# Roberto Capitoni
Roberto Capitoni (* 30. April 1962 in Isny im Allgäu) ist ein deutsch-italienischer Comedian.

## Leben
1975 gab Roberto Capitoni die italienische Staatsbürgerschaft auf. Seit 1981 tritt er auf zahlreichen Bühnen und in Fernsehshows als Comedian auf. Einem breiten Publikum bekannt wurde Capitoni dabei mit Nickelbrille und Steckdosen-Nase als Kunstfigur „Elektro-Man“.
Capitoni gehörte zusammen mit Ralf Günther, Andreas Grimm und Klaus-Jürgen Deuser zum Niegelungen Clown-Clan, der 2009 als Die Niegelungen im Bonner Pantheon-Theater ein spätes Comeback feierte. 2015 beim 25-jährigen Jubiläum traten sie als „Die Niegelungen“ noch einmal auf.
Seit 1995 moderiert Capitoni monatlich den Comedy Club „Capitonis Comedy Club“ im Café Hahn und seit 1996 ist er Mitorganisator von „Die Blaue Bütt“, eine alternative Karnevalshow in Koblenz. Capitoni ist seit Jahren sehr erfolgreich als Moderator/Comedian für alle Quatsch Comedy Clubs im Einsatz (Berlin, Hamburg, Düsseldorf, Stuttgart). Als Moderator war Capitoni beim Swiss Comedy Award und der Open-Air-Tour von Badesalz tätig.
Bei Der kleine Eisbär und Der kleine Eisbär 2 – Die geheimnisvolle Insel synchronisierte er die Lemminge. In den Kinofilmen Freundinnen und andere Monster mit Wolke Hegenbarth und Waschen, Schneiden, Legen mit Guildo Horn wirkte er ebenfalls mit.
2003 bis 2005 ging er das erste Mal mit einem Soloprogramm (Schon wieder soon Hals!) auf Tour. Bis 2007 spielte er sein zweites Programm Ein kleiner Italiener. Im Oktober 2007 feierte er die Premiere des dritten Programmes Im Auftrag des Paten; im Oktober 2010 folgte sein nächstes Programm Italiener weinen nicht. Von Oktober 2014 bis Herbst 2017 spielte er im deutschsprachigen Raum sein Programm Ein Italiener kommt selten allein.
Mit seinem Programm Italiener schlafen nackt – manchmal auch in Socken feierte er im Herbst 2017 Premiere. Im Oktober 2019 folgte die Premiere von seinem Programm Spätzle, Sex und Dolce Vita. Seit 2022 ist er unterwegs mit seinem Jubiläumsprogramm, das den Titel trägt Italiener leben länger...außer mit Betonschuhen. 
Capitoni war auch sehr oft als Autor für die Kolumne Abpfiff im Kicker-Sportmagazin tätig. 
Roberto Capitoni lebt in Lahnstein bei Koblenz.

## Soloprogramme
- 2003: Schon wieder soon Hals!
- 2004: Ein kleiner Italiener
- 2007: Im Auftrag des Paten
- 2011: Italiener weinen nicht
- 2014: Ein Italiener kommt selten allein
- 2017: Italiener schlafen nackt – manchmal auch in Socken
- 2019: Spätzle, Sex und Dolce Vita
- 2021: Italiener leben länger... außer mit Betonschuhen (40. Bühnenjubiläum Comedy Show)

## Filmografie
- 1998: Freundinnen & andere Monster (1998)
- 1999: Waschen, Schneiden, Legen (1999)
- 2001: Der kleine Eisbär (Synchronstimme)
- 2005: Der kleine Eisbär 2 – Die geheimnisvolle Insel (Synchronstimme)

## Veröffentlichungen
- 2010: Ich mach Dir Betonschuhe: Wie ich einmal fast Mafioso wurde. (Buch und Hörbuch)
- 2020: Vom Punk zum Comedian (Buch)

## Auszeichnungen
- 2013: „Stockstädter Römerhelm“ – 1. Platz - Publikumspreis
- 2013: NDR - Comedy Contest – 1. Platz - Publikumspreis
- 2014: Koblenzer Kleinkunstpreis „Arsch mit Ohren“ – 1. Platz
- 2017: Goldener Roland in der Kategorie "Bester italienisch-deutscher Comedian" – 1. Platz
- 2017: Kleinkunstpreis „sPEZIALiST“ Hannover – 1. Platz - Publikumspreis
- 2017: Bremer Comedy Preis – 1. Platz - Jurypreis
- 2017: Stuttgarter Besen – Nominierung
- 2018: „Goldener Wasserhahn“ Zürich – 1. Platz - Publikumspreis
- 2018: Das Dattelner Nachtschnittchen – 2. Platz
- 2022: Gelsenkirchener Kabarettpreis – Westfälisches Blindhuhn
- 2022: Bottroper FRECHDAX

## Belege
1. ↑  Die Könige der Komiker (abgerufen am 12. Juli 2009; PDF; 563 kB)

| Personendaten    | Personendaten                  |
| ---------------- | ------------------------------ |
| NAME             | Capitoni, Roberto              |
| KURZBESCHREIBUNG | deutsch-italienischer Comedian |
| GEBURTSDATUM     | 30. April 1962                 |
| GEBURTSORT       | Isny                           |